# 필리핀인
필리핀인(타갈로그어: Mga Pilipino, 영어: Filipino people, Filipinos)은 필리핀 국적을 가진 사람들을 지칭한다. 대부분이 필리핀어군에 속하는 언어를 사용하고 나머지 인구 대부분이 필리핀어군과 가까운 술루 계통의 언어를 사용하여 모두 말레이 인종에 속하나 인종적으로 다른 네그리토들도 존재한다. 또한 식민 지배와 국제 교류의 영향으로 말레이계 주민과 사이에 생긴 백인 혼혈이나 동북아 혼혈(자피노, 코피노)등도 있다.

## 같이 보기
- 스페인계 필리핀인(영어판)
  - 다이안 카스티예호(영어판)
- 중국계 필리핀인(en:Chinese Filipino) - 동남아시아의 최대 화교집단
- 재필리핀 한국인
- 필리핀어